# Inermaegocidnus elongatus
Inermaegocidnus elongatus là một loài bọ cánh cứng trong họ Cerambycidae.